# 타인의 둥지
타인의 둥지는 1982년에 개봉한 대한민국의 영화이다.

## 캐스팅
- 김미숙
- 하명중
- 안성기
- 최성규
- 김대현
- 김지영
- 정미경
- 조학자
- 유경애
- 임정일
- 유화춘
- 정동일
- 이지산
- 임생출
- 김대규
- 임성포
- 최명희
- 박만순 (특별출연)